# SN 1996ca
SN 1996ca – supernowa typu Ia odkryta 15 grudnia 1996 roku w galaktyce NGC 7300. W momencie odkrycia miała maksymalną jasność 16,50m.